# Eupithecia zingiberiata
Eupithecia zingiberiata är en fjärilsart som beskrevs av Fletcher 1956. Eupithecia zingiberiata ingår i släktet Eupithecia och familjen mätare. Inga underarter finns listade i Catalogue of Life.